# Liste de films tournés dans le département de la Haute-Savoie
Un certain nombre d'œuvres cinématographiques et télévisuelles ont été tournés dans le département de la Haute-Savoie.
Voici une liste à compléter de films, téléfilms, feuilletons télévisés, films documentaires… tournés dans le département de la Haute-Savoie, classés par commune, lieu de tournage et date de diffusion.
Liste de films' (y compris téléfilms, feuilletons télévisés, films documentaires) tournés dans le département de la Haute-Savoie.
- Haut – A
- B
- C
- D
- E
- F
- G
- H
- I
- J
- K
- L
- M
- N
- O
- P
- Q
- R
- S
- T
- U
- V
- W
- X
- Y
- Z

## À déterminer
- 2007 : Roman de gare de Claude Lelouch

## A
- Haut – A
- B
- C
- D
- E
- F
- G
- H
- I
- J
- K
- L
- M
- N
- O
- P
- Q
- R
- S
- T
- U
- V
- W
- X
- Y
- Z

- Amphion-Publier
  - 1985 : L'Effrontée de Claude Miller
  - 1992 : Toutes peines confondues de Michel Deville

- Annecy
  - 1970 : Le Genou de Claire de Éric Rohmer
  - 1975 : Pas de problème ! de Georges Lautner
  - 1977 : Le Maestro de Claude Vital
  - 1981 : Clara et les chics types de Jacques Monnet
  - 1992 : Confessions d'un barjo de Jérôme Boivin
  - 1993 : Vieille Canaille de Gérard Jourd'hui
  - 1993 : La Nage indienne de Xavier Durringer
  - 1996 : Le Plus Beau Métier du monde de Gérard Lauzier
  - 1997 : C'est pour la bonne cause de Jacques Fansten
  - 1998 : La Kiné série TV d'André Chandelle, Aline Issermann
  - 1999 : Le Créateur d'Albert Dupontel
  - 2000 : Le Pique-nique de Lulu Kreutz de Didier Martiny
  - 2001 : Mademoiselle de Philippe Lioret
  - 2003 : Les Thibault mini-série de Jean-Daniel Verhaeghe
  - 2003 : Elle est des nôtres de Siegrid Alnoy
  - 2004 : Le Clan de Gaël Morel
  - 2006 : Un ami parfait de Francis Girod
  - 2007 : Les Petites Vacances de Olivier Peyon
  - 2010 : From Paris with love de Pierre Morel
  - 2012 : Les Revenants série télévisée de Fabrice Gobert
  - 2016 : The Lake film (en production) de Vincent Bonet

- Annecy-le-Vieux
  - 1993 : La Nage indienne de Xavier Durringer
  - 1997 : C'est pour la bonne cause de Jacques Fansten
  - 2012 : Les Revenants série télévisée de Fabrice Gobert

- Annemasse
  - 2003 : Elle est des nôtres de Siegrid Alnoy
  - 2005 : Huis clos à Evian documentaire de Fabrice Ferrari et Gilles Perret
  - 2016 : The Lake film (en production) de Vincent Bonet

- Anthy-sur-Léman
  - 1996 : For ever Mozart de Jean-Luc Godard
  - 2006 : Un ami parfait de Francis Girod

- Chaîne des Aravis
  - 1999 : Rien sur Robert de Pascal Bonitzer

- Argentière
  - 1941 : L'Assassinat du Père Noël de Christian-Jaque
  - 1975 : L'Homme qui voulut être roi de John Huston
  - 1993 : Les Marmottes d'Élie Chouraqui
  - 1999 : Le monde ne suffit pas, James Bond de Michael Apted
  - 1999 : Premier de cordée téléfilm de Edouard Niermans et Pierre-Antoine Hiroz
  - 2000 : Les Rivières pourpres de Mathieu Kassovitz
  - 2004 : Malabar Princess de Gilles Legrand
  - 2008 : Coupable de Laetitia Masson

- Argonay
  - 2006 : Un ami parfait de Francis Girod

- Arenthon
  - 1998 : Dis-moi que je rêve de Claude Mouriéras

- Vallée d'Aulps
  - 1998 : La Classe de neige de Claude Miller

## B
- Haut – A
- B
- C
- D
- E
- F
- G
- H
- I
- J
- K
- L
- M
- N
- O
- P
- Q
- R
- S
- T
- U
- V
- W
- X
- Y
- Z

- Bonneville
  - 2012 : David et Madame Hansen de Alexandre Astier
  - 2000 : Les Rivières Pourpres de Mathieu Kassovitz

- Bons-en-Chablais
  - 2004 : Le Clan de Gaël Morel

- Brizon
  - 1999 : Le monde ne suffit pas, James Bond de Michael Apted

## C
- Haut – A
- B
- C
- D
- E
- F
- G
- H
- I
- J
- K
- L
- M
- N
- O
- P
- Q
- R
- S
- T
- U
- V
- W
- X
- Y
- Z

- Vallée de Chamonix

- Chens-sur-Léman
  - 1994 : Le Parfum d'Yvonne de Patrice Leconte[1]

- Clermont
  - 1995 : Le Hussard sur le toit de Jean-Paul Rappeneau

- Cluses
  - 1984 : Notre histoire de Bertrand Blier
  - 1996 : Les Voleurs d'André Téchiné
  - 1998 : Dis-moi que je rêve de Claude Mouriéras
  - 2008 : Heidi série TV de Pierre-Antoine Hiroz et Anne Deluz

- Col des Aravis
  - 1999 : La Guerre dans le Haut Pays de Francis Reusser

- Cordon
  - 1990 : Tatie Danielle de Étienne Chatiliez
  - 2008 : Heidi série TV de Pierre-Antoine Hiroz et Anne Deluz

- Cran-Gevrier
  - 1997 : C'est pour la bonne cause de Jacques Fansten
  - 2004 : Le Clan de Gaël Morel
  - 2012 : Les Revenants série télévisée de Fabrice Gobert

- Cruseilles
  - 1996 : Crime à l'altimètre de José Giovanni[2]
  - 2005 : Mon petit doigt m'a dit... de Pascal Thomas[2]

- Cusy
  - 1993 : L'Écrivain public de Jean-François Amiguet[3]

## D
- Haut – A
- B
- C
- D
- E
- F
- G
- H
- I
- J
- K
- L
- M
- N
- O
- P
- Q
- R
- S
- T
- U
- V
- W
- X
- Y
- Z

- Dingy-Saint-Clair
  - 2002 : Aime ton père de Jacob Berger

- Doussard
  - 1998 : La Kiné série TV d'André Chandelle, Aline Issermann
  - 2012 : Les Revenants, série de Fabrice Gobert

## E
- Haut – A
- B
- C
- D
- E
- F
- G
- H
- I
- J
- K
- L
- M
- N
- O
- P
- Q
- R
- S
- T
- U
- V
- W
- X
- Y
- Z

- Épagny
  - 2012 : Les Revenants série télévisée de Fabrice Gobert

- Essert-Romand
  - 1966 : La Grande Vadrouille de Gérard Oury

- Évian-les-Bains
  - 1985 : L'Effrontée de Claude Miller
  - 1991 : Mayrig de Henri Verneuil
  - 1992 : Cinq cent quatre vingt huit, rue Paradis de Henri Verneuil
  - 1993 : L'Œil écarlate de Dominique Roulet
  - 1994 : Le Parfum d'Yvonne de Patrice Leconte[4]
  - 2006 : Un ami parfait de Francis Girod
  - 2005 : Huis clos à Évian documentaire de Fabrice Ferrari et Gilles Perret
  - 2007 : Les Petites Vacances de Olivier Peyon
  - 2016 : The Lake film (en production) de Vincent Bonet

- Excenevex
  - 1993 : Tout ça... pour ça ! de Claude Lelouch
  - 1994 : Le Parfum d'Yvonne de Patrice Leconte

## F
- Haut – A
- B
- C
- D
- E
- F
- G
- H
- I
- J
- K
- L
- M
- N
- O
- P
- Q
- R
- S
- T
- U
- V
- W
- X
- Y
- Z

- Faverges
  - 1992 : Confessions d'un barjo de Jérôme Boivin

## G
- Haut – A
- B
- C
- D
- E
- F
- G
- H
- I
- J
- K
- L
- M
- N
- O
- P
- Q
- R
- S
- T
- U
- V
- W
- X
- Y
- Z

- Gruffy
  - 1993 : L'Écrivain public de Jean-François Amiguet[3]

## L
- Haut – A
- B
- C
- D
- E
- F
- G
- H
- I
- J
- K
- L
- M
- N
- O
- P
- Q
- R
- S
- T
- U
- V
- W
- X
- Y
- Z

- Lac Léman
  - 1994 : Le Parfum d'Yvonne de Patrice Leconte
  - 2006 : Le Maître du Zodiaque téléfilm de Claude-Michel Rome

- La Clusaz
  - 2007 : Les Petites Vacances de Olivier Peyon[5]

- La Tournette
  - 1999 : Rien sur Robert de Pascal Bonitzer

- Le Grand-Bornand
  - 1998 : Dis-moi que je rêve de Claude Mouriéras
  - 2009 : Un lac de Philippe Grandrieux

- Le Petit-Bornand
  - 2009 : Un lac de Philippe Grandrieux

- La Roche-sur-Foron
  - 1998 : Dis-moi que je rêve de Claude Mouriéras

- Le Salève
  - 2004 : Le Clan de Gaël Morel

- Les Contamines Montjoie
  - 1947 : Le Fugitif de Robert Bibal

- Les Gets
  - 1998 : La Classe de neige de Claude Miller
  - 2009 : La Première Étoile de Lucien Jean-Baptiste
  - 2011 : série télévisée Les Edelweiss

- Les Houches
  - 1993 : Les Marmottes d'Élie Chouraqui
  - 1999 : Premier de cordée téléfilm de Edouard Niermans et Pierre-Antoine Hiroz
  - 2004 : Malabar Princess de Gilles Legrand

## M
- Haut – A
- B
- C
- D
- E
- F
- G
- H
- I
- J
- K
- L
- M
- N
- O
- P
- Q
- R
- S
- T
- U
- V
- W
- X
- Y
- Z

- Megève
  - 1959 : Les Liaisons dangereuses 1960 de Roger Vadim
  - 1963 : Charade de Stanley Donen
  - 1966: Tendre Voyou de Jean Becker
  - 1996 : L'Échappée belle d'Etienne Dhaene[6]
  - 2002 : L'Été rouge série télévisée de Gérard Marx
  - 2013 : Je fais le mort de Jean-Paul Salomé

- Meillerie
  - 1994 : Le Parfum d'Yvonne de Patrice Leconte

- Menthon-Saint-Bernard
  - 1995 : Le Hussard sur le toit de Jean-Paul Rappeneau
  - 2002 : L'Été rouge série télévisée de Gérard Marx
  - 2012 : Les Revenants série télévisée de Fabrice Gobert
  - 2013 : Elle s'en va de Emmanuelle Bercot

- Mont-Blanc (films tournés dans les alentours)
  - 1960 : Le Voyage en ballon d'Albert Lamorisse
  - 1993 : Tout ça... pour ça ! de Claude Lelouch
  - 1994 : Pushing the Limits de Thierry Donard
  - 2000 : Les Rivières pourpres de Mathieu Kassovitz
  - 2006 : Les Aiguilles rouges de Jean-François Davy

- Montenvers
  - 1999 : Premier de cordée téléfilm de Edouard Niermans et Pierre-Antoine Hiroz

- Montmin
  - 2004 : Le Clan de Gaël Morel
  - 2012 : Les Revenants série télévisée de Fabrice Gobert

- Montriond
  - 1998 : La Classe de neige de Claude Miller
  - 2005 : Avant qu'il ne soit trop tard de Laurent Dussaux

- Morzine
  - 1972 : La Demoiselle d'Avignon feuilleton télévisé de Michel Wyn
  - 1998 : La Classe de neige de Claude Miller

## P
- Haut – A
- B
- C
- D
- E
- F
- G
- H
- I
- J
- K
- L
- M
- N
- O
- P
- Q
- R
- S
- T
- U
- V
- W
- X
- Y
- Z

- Passy
  - 1999 : Le monde ne suffit pas (The World Is Not Enough)  de Michael Apted
  - 2005 : Kaamelott série télévisée d'Alexandre Astier
  - 2009: Mutants de David Morlet

- Plateau des Glières
  - 1982 : L'Honneur d'un capitaine de Pierre Schoendoerffer
  - 2008 : Coupable de Laetitia Masson
  - 2009 : Un lac de Philippe Grandrieux

- Poisy
  - 2012 : Les Revenants série télévisée de Fabrice Gobert

- Praz de Lys
  - 1992 : L'Ombre de Claude Goretta

- Praz-sur-Arly
  - 2012 : Au nom du fils de Vincent Lannoo

## R
- Haut – A
- B
- C
- D
- E
- F
- G
- H
- I
- J
- K
- L
- M
- N
- O
- P
- Q
- R
- S
- T
- U
- V
- W
- X
- Y
- Z

- Reignier
  - 1998 : Dis-moi que je rêve de Claude Mouriéras

## S
- Haut – A
- B
- C
- D
- E
- F
- G
- H
- I
- J
- K
- L
- M
- N
- O
- P
- Q
- R
- S
- T
- U
- V
- W
- X
- Y
- Z

- Saint-Jorioz
  - 1993 : La Nage indienne de Xavier Durringer
  - 2004 : Le Clan de Gaël Morel

- Saint-Gervais-les-Bains
  - 1987 : Agent trouble de Jean-Pierre Mocky[7]
  - 2004 : Malabar Princess de Gilles Legrand
  - 2008 : Le crime est notre affaire de Pascal Thomas

- Saint-Sixt
  - 2008 : La Jeune Fille et les Loups de Gilles Legrand

- Sallanches
  - 1999 : Le monde ne suffit pas, James Bond de Michael Apted

- Samoëns
  - 1996 : Les Voleurs d'André Téchiné
  - 1997 : La Divine Poursuite de Michel Deville

- Semnoz
  - 2012 : Les Revenants série télévisée de Fabrice Gobert

- Servoz
  - 1999 : Premier de cordée téléfilm d'Edouard Niermans et Pierre-Antoine Hiroz

- Sevrier
  - 1993 : La Nage indienne de Xavier Durringer
  - 2012 : Les Revenants série télévisée de Fabrice Gobert

- Seynod
  - 1997 : C'est pour la bonne cause de Jacques Fansten
  - 2012 : Les Revenants série télévisée de Fabrice Gobert

- Sillingy
  - 2012 : Les Revenants série télévisée de Fabrice Gobert

- Sixt-Fer-à-Cheval
  - 1997 : La Divine Poursuite de Michel Deville
  - 2007 : Les Petites Vacances de Olivier Peyon
  - 2008 : Coupable de Laetitia Masson
  - 2008 : La Jeune Fille et les Loups de Gilles Legrand
  - 2009 : Un lac de Philippe Grandrieux

## T
- Haut – A
- B
- C
- D
- E
- F
- G
- H
- I
- J
- K
- L
- M
- N
- O
- P
- Q
- R
- S
- T
- U
- V
- W
- X
- Y
- Z

- Talloires
  - 1943 : Les Roquevillard de Jean Dréville
  - 1947 : Rêves d'amour de Christian Stengel
  - 1970 : Le Genou de Claire de Éric Rohmer
  - 1993 : Vieille Canaille de Gérard Jourd'hui
  - 1995 : Le Hussard sur le toit de Jean-Paul Rappeneau[8]
  - 2000 : Le Pique-nique de Lulu Kreutz de Didier Martiny
  - 2010 : Blanc comme neige de Christophe Blanc

- Taninges
  - 1966 : La Grande Vadrouille de Gérard Oury
  - 1992 : L'Ombre de Claude Goretta
  - 1996 : Les Voleurs d'André Téchiné
  - 2000 : Les Rivières pourpres de Mathieu Kassovitz

- Thiez
  - 1998 : Dis-moi que je rêve de Claude Mouriéras

- Thones
  - 1993 : Vieille Canaille de Gérard Jourd'hui
  - 1982 : L'Honneur d'un capitaine de Pierre Schoendoerffer
  - 1999 : Rien sur Robert de Pascal Bonitzer

- Thonon-les-Bains
  - 1992 : Le Mirage de Jean-Claude Guiguet
  - 1992 : L'Ombre de Claude Goretta
  - 1993 : L'Œil écarlate de Dominique Roulet
  - 1994 : Le Parfum d'Yvonne de Patrice Leconte
  - 2006 : Un ami parfait de Francis Girod

- Thorens-Glières
  - 1992 : Confessions d'un barjo de Jérôme Boivin

## V
- Haut – A
- B
- C
- D
- E
- F
- G
- H
- I
- J
- K
- L
- M
- N
- O
- P
- Q
- R
- S
- T
- U
- V
- W
- X
- Y
- Z

- Vallorcine
  - 2000 : Les Rivières pourpres de Mathieu Kassovitz
  - 2004 : Malabar Princess de Gilles Legrand

- Veyrier-du-Lac
  - 1998 : La Kiné série TV d'André Chandelle, Aline Issermann
  - 2012 : Les Revenants série télévisée de Fabrice Gobert

- Villaz
  - 2004 : Le Clan de Gaël Morel

## Y
- Haut – A
- B
- C
- D
- E
- F
- G
- H
- I
- J
- K
- L
- M
- N
- O
- P
- Q
- R
- S
- T
- U
- V
- W
- X
- Y
- Z

- Yvoire
  - 2009 : Le dernier pour la route de Philippe Godeau
  - 2010 : Insoupçonnable de Gabriel Le Bomin